# Patrice Evra
Patrice Latyr Évra (Dakar, 15 maggio 1981) è un ex calciatore senegalese naturalizzato francese, di ruolo difensore.
Con la nazionale francese è stato vicecampione d'Europa nel 2016.
Durante la sua carriera ha vinto 1 Coppa di Lega francese (2003), 5 campionati inglesi (2006-2007, 2007-2008, 2008-2009, 2010-2011 e 2012-2013), 3 Coppe di Lega inglesi (2006, 2009 e 2010), 5 Supercoppe inglesi (2007, 2008, 2010, 2011 e 2013), 2 campionati italiani (2014-2015, 2015-2016), 2 Coppe Italia (2015, 2016), 1 Supercoppa italiana (2015), 1 Champions League (2008) e 1 Mondiale per club (2008).
Dal 2004 al 2016 ha giocato per la nazionale francese, con la quale ha preso parte a 2 Mondiali (2010 e 2014) e 3 Europei (2008, 2012 e 2016).

## Biografia
Patrice nasce a Dakar, capitale del Senegal, da padre senegalese, di origini guineane, e madre capoverdiana. Nel 1984, quando Evra aveva 3 anni, il padre, un diplomatico, si trasferì con la famiglia in Francia, a Les Ulis, un comune a sud di Parigi. Qui iniziò a sviluppare l'interesse per il calcio. Era sposato con Sandra e ha un figlio di nome Lenny e una figlia di nome Maona.
Personaggio dal carattere estroverso, è molto attivo sui social e per questo molto amato sia dai suoi ex tifosi che dagli appassionati del calcio, parla fluentemente francese, inglese e italiano. Cresciuto in povertà, ha rivelato di essere stato vittima di abusi sessuali all'età di 13 anni e di essersi visto costretto a fare l'elemosina e vendere droga.

## Caratteristiche tecniche
È stato considerato dagli esperti e da Sir Alex Ferguson come uno dei migliori terzini sinistri in Europa per la sua bravura in entrambe le metà campo.

## Carriera

### Club

#### Inizi
Dopo aver giocato nelle strade per alcuni anni, un amico di Evra, Tshymen Buhanga, lo presentò alla squadra della sua città, il Club Omnisports des Ulis, come «il nuovo Romário». Qui Evra iniziò la sua carriera, venendo schierato come attaccante.
Durante la sua permanenza nel club attirò l'attenzione di diversi club, ma venne infine respinto da questi a causa della sua statura.
Nel 1993 entrò a far parte della società dilettantistica del CSF Brétigny, con sede a Brétigny-sur-Orge. Anche qui si fece notare e alla fine venne ingaggiato dal Paris Saint-Germain, società che segnò la sua trasformazione in ala; qui si allenò per alcuni mesi, ma infine venne mandato via dalla società. Tornò così a Brétigny, dove venne invitato da un amico a partecipare a un torneo di calcio a 5 organizzato dal centro sportivo di Juvisy-sur-Orge. Durante la partita venne notato da un osservatore italiano, che a fine partita gli offrì l'opportunità di fare un provino per il Torino; in seguito a quest'ultimo, gli venne offerto di entrare a far parte della formazione Primavera dei piemontesi.
Non ebbe tuttavia modo di vestire la maglia granata, poiché nel frattempo venne contattato dal Marsala, all'epoca in Serie C1, che gli propose un posto in prima squadra: «a Marsala ho i ricordi più belli [...] quando sono arrivato in Sicilia ero un ragazzino di 17 anni e mi sono sentito in famiglia [...] Avevo fatto un provino nel Toro e mi volevano tenere, ma c'era un osservatore del Marsala, che mi ha chiesto se avessi voluto provare a fare il salto nel calcio professionistico e mi sono tuffato». Così, diciassettenne, firmò il suo primo contratto da professionista; più tardi, descrisse quel momento come «la migliore sensazione che ho avuto nel calcio». Passò una sola stagione coi siciliani, totalizzando 27 presenze e segnando 3 reti.
L'annata seguente venne acquistato dal Monza per 250 000 euro, club con il quale fece registrare 3 presenze in Serie B. A fine stagione lasciò il club, a causa delle poche presenze concessegli dall'allenatore, per fare ritorno in Francia.

#### Nizza
In Francia vestì la maglia del Nizza, che militava in Ligue 2, il secondo livello del campionato francese. Passò la maggior parte della stagione 2000-2001 con la squadra delle riserve, militante nel quarto livello del calcio francese. Giocò inizialmente come centrocampista, totalizzando 18 presenze e una rete. Durante la stagione venne altresì convocato in prima squadra dall'allenatore Sandro Salvioni, indossando la maglia numero 26. Esordì il 7 ottobre 2000 nella sconfitta per 7 a 2 contro lo Châteauroux, giocando come ala sinistra. Concluse la stagione con sole 5 presenze in prima squadra, nelle quali fu schierato soprattutto come punta.
Nella stagione 2001-2002 scelse la maglia numero 17 e diventò parte integrante della prima squadra. Nella prima partita di campionato, vinta per 2-1 ai danni dello Stade Lavallois, Jean-Charles Cirilli, che giocava come terzino sinistro al posto del solito José Cobos, subì un infortunio e dovette essere sostituito. Di conseguenza, Evra fu costretto a giocare il resto della partita in quel ruolo. Dopo la gara, a seguito degli infortuni di entrambi i terzini sinistri, Cirilli e Cobos, il tecnico Salvioni informò Evra che avrebbe giocato gli incontri successivi proprio come terzino sinistro. Inizialmente il giocatore si dimostrò contrario, ma dopo che Salvioni gli fece presente che era l'unica posizione in cui lo avrebbe fatto giocare, Evra accettò il ruolo. Tuttavia, dopo il ritorno in squadra di Cobos, gli fu permesso di giocare nuovamente nella sua posizione preferita, quella di ala sinistra. Nel bel mezzo della lotta per la promozione in Ligue 1, Evra segnò la sua prima e unica rete con il Nizza nella sua ultima partita con la squadra, la vittoria per 4 a 3 contro lo Stade Lavallois, che portò il Nizza al terzo posto, garantendogli la promozione nella massima serie francese. Chiuse la stagione con 37 presenze e grazie alle sue prestazioni venne inserito nella squadra francese di Ligue 2 dell'anno, nella posizione di terzino sinistro.

#### Monaco
La stagione seguente Evra venne ingaggiato dai rivali del Monaco, allenati da Didier Deschamps, che lo impiegò da subito come terzino. Nonostante considerasse il ruolo poco divertente, Evra riconobbe sempre a Deschamps il merito di averlo fatto diventare un giocatore migliore. Esordì nella prima partita stagionale della squadra, contro il Troyes, finita 4 a 0, e indossando la maglia numero 3. Il 28 settembre 2002 segnò la sua prima rete con la nuova maglia, rete decisiva per il 2-1 finale ai danni del Rennes. Il 17 maggio 2003, con la vittoria per 4 a 1 sul Sochaux, il Monaco vinse la Coupe de la Ligue; fu il primo trofeo importante vinto dal giocatore in carriera.
Nella stagione successiva (2003-2004), Deschamps assegnò a Evra la carica di vicecapitano; il giocatore disputò complessivamente ben 47 presenze in stagione. Il 17 settembre 2003 fece il suo debutto in Champions League nella vittoria per 2-1 sulla squadra olandese del PSV Eindhoven. Evra giocò tutte e 13 le partite della competizione, arrivando in finale contro il Porto di José Mourinho, che superò i francesi con un 3 a 0 netto.
A fine stagione fu nominato Giocatore Giovane dell'Anno UNFP, diventando il secondo difensore nella storia a vincere il premio. Venne inoltre inserito nella Squadra dell'Anno della Ligue 1.

#### Manchester Utd

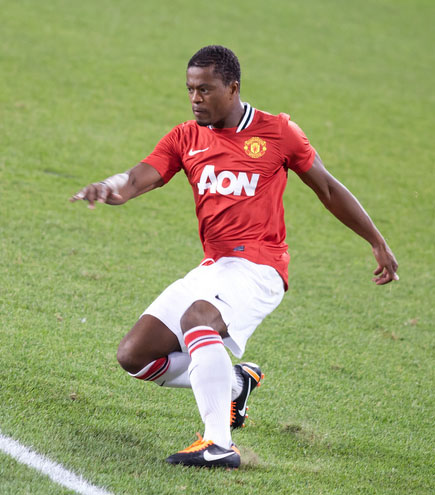
Evra nel 2011, in azione con la maglia del Manchester Utd

Passato nel gennaio 2006 al Manchester Utd, prese la maglia numero 3, lasciata libera da Phil Neville.
Il 20 dicembre 2011 una sentenza della FA decise di punire Luis Suarez con otto giornate di squalifica per insulti razzisti rivolti ad Evra. Successivamente nell'incontro di campionato dell'11 febbraio 2012 tra Red Devils e Liverpool, Luis Suarez rifiutò la stretta di mano offerta dal giocatore ad inizio match. Il 2 febbraio viene eletto vicecapitano dall'allora allenatore del Manchester United Alex Ferguson.
Iniziò la stagione 2013-2014 con la vittoria per 2-0 in Community Shield contro il Wigan. Il primo gol stagionale arrivò sul campo del Cardiff City nel pareggio per 2-2. Il 18 dicembre 2013 trovò il primo gol nella competizione Football League Cup nella vittoria per 2-0 sul campo dello Stoke City.

#### Juventus

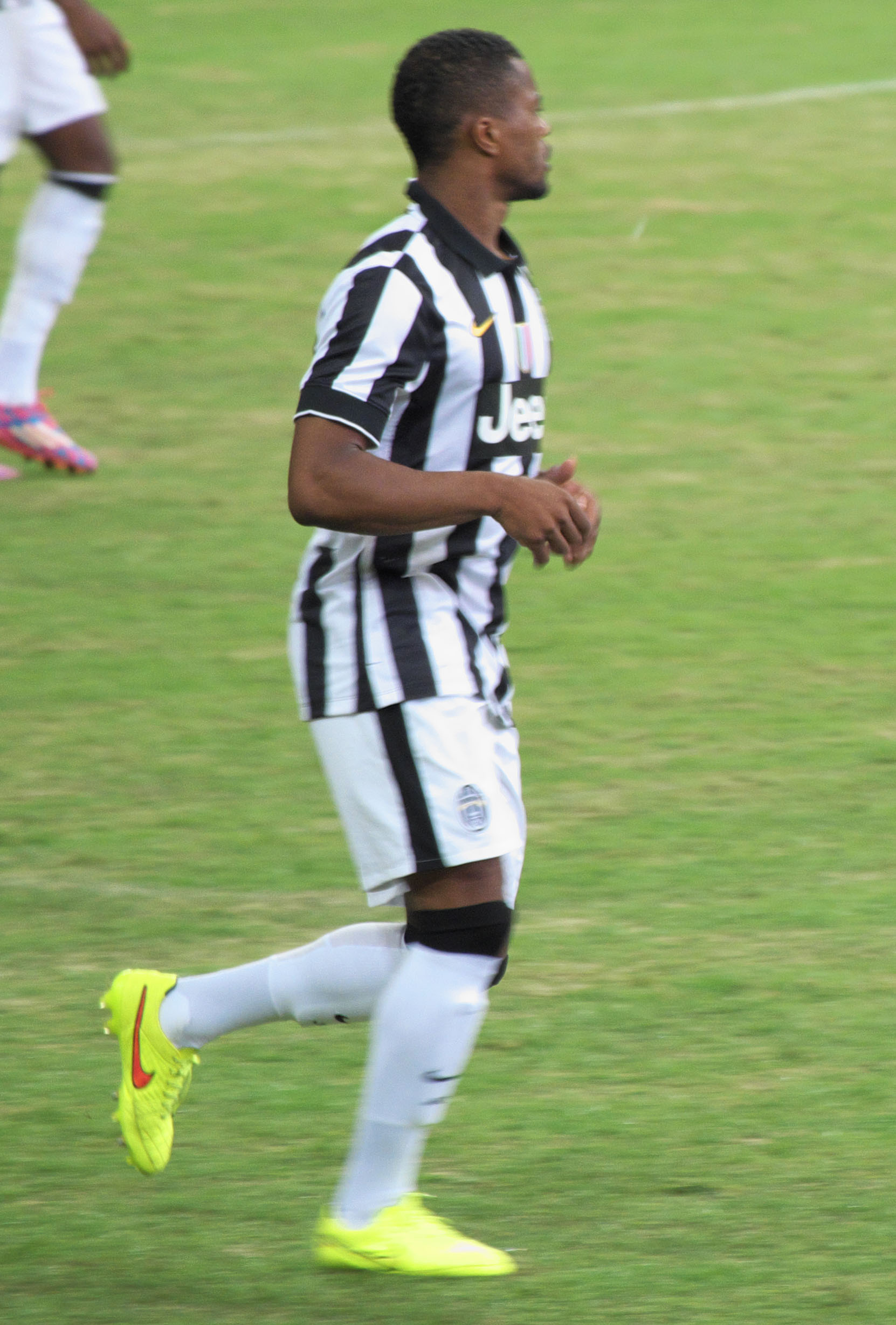
Evra alla Juventus nell'estate del 2014

Il 21 luglio 2014 viene acquistato per la cifra di 1.2 milioni di sterline dalla Juventus. Esordisce in bianconero il 30 agosto successivo, giocando da titolare la partita inaugurale del campionato, una vittoria 1-0 in casa del Chievo. Dopo un inizio di stagione sottotono, Evra si conquista ben presto un posto da titolare e contribuisce con le sue giocate alla vittoria del campionato, il 2 maggio, e della Coppa Italia, il 20 maggio contro la Lazio. Con la sconfitta in finale contro il Barcellona, il 6 giugno 2015, ottiene il poco invidiabile primato di giocatore con il maggior numero di finali perse di UEFA Champions League (4): 2004, 2009, 2011, 2015.
Il 25 novembre 2015, subentrando ad Alex Sandro al 77' della sfida casalinga vinta per 1-0 contro il Manchester City, raggiunge quota 100 presenze in Champions League, diventando così il secondo calciatore francese a raggiungere questo traguardo dopo Thierry Henry. Chiude la sua seconda annata a Torino con il secondo double nazionale consecutivo. Dopo un biennio da titolare, con l'inizio della terza stagione in bianconero vede ridursi il numero di presenze in campo, per via della concorrenza nel ruolo del più giovane Alex Sandro, motivo per cui in accordo con la società chiede di venire messo in vendita nella sessione invernale di calciomercato: lascia la Juventus dopo 82 partite e 3 gol.

#### Olympique Marsiglia e West Ham

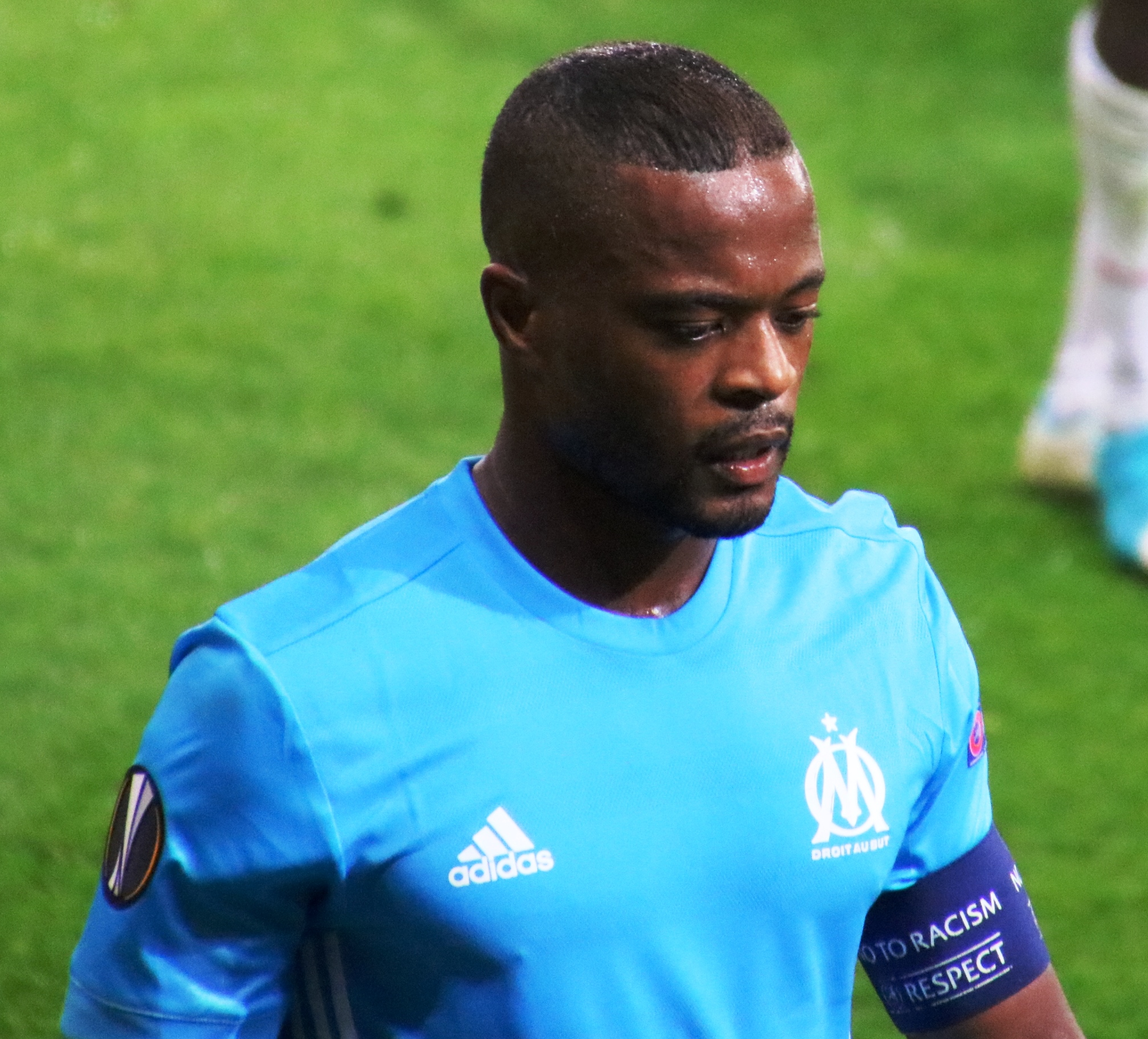
Evra all'Olympique Marsiglia nel 2017

Il 25 gennaio 2017 torna dopo undici anni nel campionato francese, accasandosi all'Olympique Marsiglia.
Il successivo 2 novembre, in occasione della partita di Europa League contro il Vitória Guimarães, viene espulso prima del fischio d'inizio per aver dato un calcio ad un tifoso dell'Olympique Marsiglia durante un diverbio nato a bordocampo tra i sostenitori e i giocatori della squadra francese: in seguito all'episodio, il 10 novembre 2017 viene squalificato fino al giugno 2018 dalle competizioni UEFA, e la società rescinde consensualmente il contratto con il giocatore.
Il 7 febbraio 2018 viene tesserato da svincolato dal West Ham, con cui firma fino al termine della stagione. Dopo un anno d'inattività, il 29 luglio 2019 annuncia il ritiro dal calcio giocato.

### Nazionale

#### Dagli esordi a Euro 2008
Ha esordito in Nazionale maggiore il 18 agosto 2004, a 23 anni, in un'amichevole contro la Bosnia ed Erzegovina. Qualche mese prima era stato inserito nella lista di 30 calciatori pre-convocati in vista dell'Europeo 2004, ma l'allora C.T. Jacques Santini decise di escluderlo dalla lista definitiva. Fu convocato da Raymond Domenech, già suo allenatore nell'Under-21, per le gare di qualificazione ai Mondiali 2006, venendo poi escluso dalla lista dei convocati per la manifestazione.
Dopo un periodo lontano dalla nazionale, Evra ritorna tra i convocati dopo i Mondiali 2006 e partecipa così Europei 2008. Dopo aver saltato la prima partita contro la Romania (0-0) viene impiegato da Domenech nelle due sconfitte contro Paesi Bassi (4-1) e Italia (2-0) che sanciscono l'eliminazione prematura dei Blues dal torneo.

#### Mondiali 2010 e Euro 2012

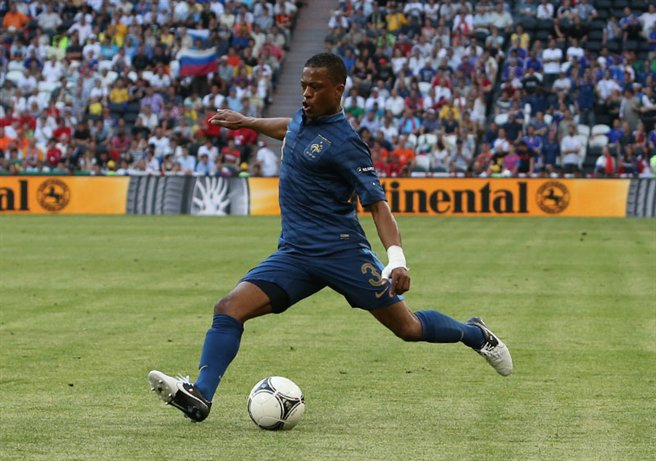
Evra con la maglia dei Blues in azione contro l'Inghilterra nella gara d'esordio agli Europei 2012

Dopo l'addio di Vieira eredita la fascia di capitano e viene convocato per i Mondiali 2010, nel quale esordisce nel pareggio a reti bianche contro l'Uruguay, nella prima gara della fase a gironi. La spedizione per la Francia si rivela sfortunata sia dentro che fuori dal campo. Il 17 giugno, infatti, i Blues, con Evra in campo, vengono sconfitti dal Messico nella seconda gara della fase a gironi, mentre pochi giorni dopo, il 20 giugno, lo stesso Evra ha una violenta lite con il preparatore atletico Robert Duverne. L'episodio, unito al dissenso per l'esclusione di Anelka dalla compagine transalpina da parte di Domenech, porta Evra a capeggiare un "ammutinamento" nei confronti del C.T. a cui prendono parte tutti i giocatori francesi. A causa di questo gesto, Evra viene punito dalla commissione disciplinare della federcalcio francese con una squalifica di 5 giornate, saltando così la terza partita del girone contro il Sudafrica, che determina l'eliminazione dei Blues dal torneo.
Scontata la squalifica, nel 2011 viene convocato dal nuovo C.T. Laurent Blanc per le gare contro il Lussemburgo, valido per la qualificazione ad Euro 2012, e contro la Croazia. Pur perdendo la fascia di capitano a favore di Hugo Lloris, Evra viene convocato per gli Europei 2012 nel quale viene impiegato solo in una sola partita, la prima gara del girone pareggiata 1-1 contro l'Inghilterra. La Francia viene eliminata dopo quattro partite, ai quarti di finale, per mano della Spagna campione del mondo e d'Europa in carica.

#### Mondiale 2014 e secondo posto a Euro 2016
Con l'arrivo del nuovo C.T. Didier Deschamps, Evra diventa uno dei titolari della squadra transalpina e viene convocato per il Mondiali 2014, giocando 4 della 5 partite disputate dalla Francia, compreso il quarto di finale perso contro la Germania futura campione del mondo. Due anni dopo è titolare anche agli Europei 2016, chiusi dalla Francia al secondo posto, dopo la sconfitta in finale per 1-0 contro il Portogallo ai tempi supplementari. Dopo l'europeo disputa l'ultima partita l'11 novembre 2016 contro la Svezia.
In 81 gare in nazionale non ha mai segnato un goal.

### Dopo il ritiro
In attesa di prendere il patentino da allenatore, dal settembre 2019 è assistant coach nella selezione Under-18 del Manchester United.
Nel 2019, dopo la partita di Champions League fra Paris Saint-Germain e Manchester Utd, terminata 1-3, ha insultato i calciatori della squadra francese affermando "Parigi, siete froci, siete froci. Qui, sono gli uomini che parlano". Per le sue dichiarazioni le associazioni Mousse e Stop Homophobie, sostenute dal collettivo anti-omofobo Rouge Direct, hanno sporto denuncia nei suoi confronti. Nel febbraio 2023 il Tribunale di Parigi lo ha condannato a pagare una multa di 1.500 Euro, ritenendolo responsabile di ingiuria pubblica verso un gruppo di persone a causa del loro orientamento sessuale. È stato anche condannato a corrispondere 1.000 euro a ciascuna delle associazioni, costituite come parte civile.
Nel 2021 entra a far parte della squadra di opinionisti delle gare di Champions League di Amazon Prime Video.

## Statistiche
Al 7 febbraio 2018 Evra ha disputato, tra club, nazionale maggiore e nazionali giovanili, 819 partite.

### Presenze e reti nei club
Statistiche aggiornate al 7 febbraio 2018.
| Stagione                 | Squadra                  | Campionato               | Campionato | Campionato | Coppe nazionali | Coppe nazionali | Coppe nazionali | Coppe continentali | Coppe continentali | Coppe continentali | Altre coppe | Altre coppe | Altre coppe | Totale | Totale |
| Stagione                 | Squadra                  | Comp                     | Pres       | Reti       | Comp            | Pres            | Reti            | Comp               | Pres               | Reti               | Comp        | Pres        | Reti        | Pres   | Reti   |
| ------------------------ | ------------------------ | ------------------------ | ---------- | ---------- | --------------- | --------------- | --------------- | ------------------ | ------------------ | ------------------ | ----------- | ----------- | ----------- | ------ | ------ |
| 1998-1999                | Marsala                  | C1                       | 24         | 3          | CI-C            | 3               | 3               | -                  | -                  | -                  | -           | -           | -           | 27     | 6      |
| 1999-2000                | Monza                    | B                        | 3          | 0          | CI              | 0               | 0               | -                  | -                  | -                  | -           | -           | -           | 3      | 0      |
| 2000-2001                | Nizza 2                  | CFA                      | 18         | 1          | -               | -               | -               | -                  | -                  | -                  | -           | -           | -           | 18     | 1      |
| 2000-2001                | Nizza                    | D2                       | 5          | 0          | CF+CdL          | 0               | 0               | -                  | -                  | -                  | -           | -           | -           | 5      | 0      |
| 2001-2002                | Nizza                    | D2                       | 35         | 1          | CF+CdL          | 1+1             | 0               | -                  | -                  | -                  | -           | -           | -           | 37     | 1      |
| Totale Nizza             | Totale Nizza             | Totale Nizza             | 40         | 1          |                 | 2               | 0               |                    | -                  | -                  |             | -           | -           | 42     | 1      |
| 2002-2003                | Monaco                   | L1                       | 36         | 1          | CF+CdL          | 1+4             | 0               | -                  | -                  | -                  | -           | -           | -           | 41     | 1      |
| 2003-2004                | Monaco                   | L1                       | 33         | 0          | CF+CdL          | 1+0             | 0               | UCL                | 13                 | 0                  | -           | -           | -           | 47     | 0      |
| 2004-2005                | Monaco                   | L1                       | 36         | 0          | CF+CdL          | 5+2             | 1+0             | UCL                | 9                  | 0                  | -           | -           | -           | 52     | 1      |
| 2005-gen. 2006           | Monaco                   | L1                       | 15         | 0          | CF+CdL          | 0+1             | 0               | UCL+CU             | 2+5                | 0                  | -           | -           | -           | 23     | 0      |
| Totale Monaco            | Totale Monaco            | Totale Monaco            | 120        | 1          |                 | 14              | 1               |                    | 29                 | 0                  |             | -           | -           | 163    | 2      |
| gen.-giu. 2006           | Manchester United        | PL                       | 11         | 0          | FACup+CdL       | 1+2             | 0               | UCL                | -                  | -                  | -           | -           | -           | 14     | 0      |
| 2006-2007                | Manchester United        | PL                       | 24         | 1          | FACup+CdL       | 4+1             | 0               | UCL                | 7                  | 1                  | -           | -           | -           | 36     | 2      |
| 2007-2008                | Manchester United        | PL                       | 33         | 0          | FACup+CdL       | 4+0             | 0               | UCL                | 10                 | 0                  | SI          | 1           | 0           | 48     | 0      |
| 2008-2009                | Manchester United        | PL                       | 28         | 0          | FACup+CdL       | 3+2             | 0               | UCL                | 11                 | 0                  | SI+SU+Cmc   | 1+1+2       | 0           | 48     | 0      |
| 2009-2010                | Manchester United        | PL                       | 38         | 0          | FACup+CdL       | 0+3             | 0               | UCL                | 9                  | 0                  | SI          | 1           | 0           | 51     | 0      |
| 2010-2011                | Manchester United        | PL                       | 35         | 1          | FACup+CdL       | 3+0             | 0               | UCL                | 10                 | 0                  | SI          | 0           | 0           | 48     | 1      |
| 2011-2012                | Manchester United        | PL                       | 37         | 0          | FACup+CdL       | 2+0             | 0               | UCL+UEL            | 5+2                | 0                  | SI          | 1           | 0           | 47     | 0      |
| 2012-2013                | Manchester United        | PL                       | 34         | 4          | FACup+CdL       | 3+0             | 0               | UCL                | 5                  | 0                  | -           | -           | -           | 42     | 4      |
| 2013-2014                | Manchester United        | PL                       | 33         | 1          | FACup+CdL       | 0+3             | 1               | UCL                | 8                  | 1                  | SI          | 1           | 0           | 45     | 3      |
| Totale Manchester United | Totale Manchester United | Totale Manchester United | 273        | 7          |                 | 31              | 1               |                    | 67                 | 2                  |             | 8           | 0           | 379    | 10     |
| 2014-2015                | Juventus                 | A                        | 21         | 1          | CI              | 2               | 0               | UCL                | 10                 | 0                  | SI          | 1           | 0           | 34     | 1      |
| 2015-2016                | Juventus                 | A                        | 26         | 2          | CI              | 2               | 0               | UCL                | 6                  | 0                  | SI          | 1           | 0           | 35     | 2      |
| 2016-gen. 2017           | Juventus                 | A                        | 6          | 0          | CI              | 0               | 0               | UCL                | 6                  | 0                  | SI          | 1           | 0           | 13     | 0      |
| Totale Juventus          | Totale Juventus          | Totale Juventus          | 53         | 3          |                 | 4               | 0               |                    | 22                 | 0                  |             | 3           | 0           | 82     | 3      |
| gen.-giu. 2017           | O. Marsiglia             | L1                       | 11         | 1          | CF+CdL          | 1+0             | 0               | -                  | -                  | -                  | -           | -           | -           | 12     | 1      |
| lug.-nov. 2017           | O. Marsiglia             | L1                       | 4          | 0          | CF+CdL          | -               | -               | UEL                | 5                  | 0                  | -           | -           | -           | 9      | 0      |
| Totale O. Marsiglia      | Totale O. Marsiglia      | Totale O. Marsiglia      | 15         | 1          |                 | 1               | 0               |                    | 5                  | 0                  |             | -           | -           | 21     | 1      |
| feb.-giu. 2018           | West Ham                 | PL                       | 5          | 0          | FACup+CdL       | -               | -               | -                  | -                  | -                  | -           | -           | -           | 5      | 0      |
| Totale carriera          | Totale carriera          | Totale carriera          | 548        | 17         |                 | 55              | 5               |                    | 118                | 2                  |             | 11          | 0           | 732    | 24     |

### Cronologia presenze e reti in nazionale
| Cronologia completa delle presenze e delle reti in nazionale ― Francia | Cronologia completa delle presenze e delle reti in nazionale ― Francia | Cronologia completa delle presenze e delle reti in nazionale ― Francia | Cronologia completa delle presenze e delle reti in nazionale ― Francia | Cronologia completa delle presenze e delle reti in nazionale ― Francia | Cronologia completa delle presenze e delle reti in nazionale ― Francia | Cronologia completa delle presenze e delle reti in nazionale ― Francia | Cronologia completa delle presenze e delle reti in nazionale ― Francia |
| Data                                                                   | Città                                                                  | In casa                                                                | Risultato                                                              | Ospiti                                                                 | Competizione                                                           | Reti                                                                   | Note                                                                   |
| ---------------------------------------------------------------------- | ---------------------------------------------------------------------- | ---------------------------------------------------------------------- | ---------------------------------------------------------------------- | ---------------------------------------------------------------------- | ---------------------------------------------------------------------- | ---------------------------------------------------------------------- | ---------------------------------------------------------------------- |
| 18-8-2004                                                              | Rennes                                                                 | Francia                                                                | 1 – 1                                                                  | Bosnia ed Erzegovina                                                   | Amichevole                                                             | -                                                                      | 46’                                                                    |
| 4-9-2004                                                               | Saint-Denis                                                            | Francia                                                                | 0 – 0                                                                  | Israele                                                                | Qual. Mondiali 2006                                                    | -                                                                      |                                                                        |
| 8-9-2004                                                               | Tórshavn                                                               | Fær Øer                                                                | 0 – 2                                                                  | Francia                                                                | Qual. Mondiali 2006                                                    | -                                                                      |                                                                        |
| 13-10-2004                                                             | Nicosia                                                                | Cipro                                                                  | 0 – 2                                                                  | Francia                                                                | Qual. Mondiali 2006                                                    | -                                                                      | 66’                                                                    |
| 17-11-2004                                                             | Saint-Denis                                                            | Francia                                                                | 0 – 0                                                                  | Polonia                                                                | Amichevole                                                             | -                                                                      | 46’                                                                    |
| 15-11-2006                                                             | Saint-Denis                                                            | Francia                                                                | 1 – 0                                                                  | Grecia                                                                 | Amichevole                                                             | -                                                                      | 46’                                                                    |
| 22-8-2007                                                              | Trnava                                                                 | Slovacchia                                                             | 0 – 1                                                                  | Francia                                                                | Amichevole                                                             | -                                                                      |                                                                        |
| 13-10-2007                                                             | Tórshavn                                                               | Fær Øer                                                                | 0 – 6                                                                  | Francia                                                                | Qual. Euro 2008                                                        | -                                                                      |                                                                        |
| 16-11-2007                                                             | Saint-Denis                                                            | Francia                                                                | 2 – 2                                                                  | Marocco                                                                | Amichevole                                                             | -                                                                      |                                                                        |
| 21-5-2008                                                              | Grenoble                                                               | Francia                                                                | 2 – 0                                                                  | Ecuador                                                                | Amichevole                                                             | -                                                                      | 46’                                                                    |
| 31-5-2008                                                              | Tolosa                                                                 | Francia                                                                | 0 – 0                                                                  | Paraguay                                                               | Amichevole                                                             | -                                                                      |                                                                        |
| 13-6-2008                                                              | Berna                                                                  | Paesi Bassi                                                            | 4 – 1                                                                  | Francia                                                                | Euro 2008 - 1º turno                                                   | -                                                                      |                                                                        |
| 17-6-2008                                                              | Zurigo                                                                 | Francia                                                                | 0 – 2                                                                  | Italia                                                                 | Euro 2008 - 1º turno                                                   | -                                                                      | 18’                                                                    |
| 20-8-2008                                                              | Göteborg                                                               | Svezia                                                                 | 2 – 3                                                                  | Francia                                                                | Amichevole                                                             | -                                                                      |                                                                        |
| 6-9-2008                                                               | Vienna                                                                 | Austria                                                                | 3 – 1                                                                  | Francia                                                                | Qual. Mondiali 2010                                                    | -                                                                      |                                                                        |
| 11-10-2008                                                             | Costanza                                                               | Romania                                                                | 2 – 2                                                                  | Francia                                                                | Qual. Mondiali 2010                                                    | -                                                                      |                                                                        |
| 19-11-2008                                                             | Saint-Denis                                                            | Francia                                                                | 0 – 0                                                                  | Uruguay                                                                | Amichevole                                                             | -                                                                      |                                                                        |
| 28-3-2009                                                              | Kaunas                                                                 | Lituania                                                               | 0 – 1                                                                  | Francia                                                                | Qual. Mondiali 2010                                                    | -                                                                      |                                                                        |
| 1-4-2009                                                               | Saint-Denis                                                            | Francia                                                                | 1 – 0                                                                  | Lituania                                                               | Qual. Mondiali 2010                                                    | -                                                                      |                                                                        |
| 2-6-2009                                                               | Saint-Étienne                                                          | Francia                                                                | 0 – 1                                                                  | Nigeria                                                                | Amichevole                                                             | -                                                                      |                                                                        |
| 12-8-2009                                                              | Tórshavn                                                               | Fær Øer                                                                | 0 – 1                                                                  | Francia                                                                | Qual. Mondiali 2010                                                    | -                                                                      |                                                                        |
| 5-9-2009                                                               | Saint-Denis                                                            | Francia                                                                | 1 – 1                                                                  | Romania                                                                | Qual. Mondiali 2010                                                    | -                                                                      |                                                                        |
| 9-9-2009                                                               | Belgrado                                                               | Serbia                                                                 | 1 – 1                                                                  | Francia                                                                | Qual. Mondiali 2010                                                    | -                                                                      | 53’                                                                    |
| 10-10-2009                                                             | Guingamp                                                               | Francia                                                                | 5 – 0                                                                  | Fær Øer                                                                | Qual. Mondiali 2010                                                    | -                                                                      |                                                                        |
| 14-11-2009                                                             | Dublino                                                                | Irlanda                                                                | 0 – 1                                                                  | Francia                                                                | Qual. Mondiali 2010                                                    | -                                                                      |                                                                        |
| 18-11-2009                                                             | Saint-Denis                                                            | Francia                                                                | 1 – 1                                                                  | Irlanda                                                                | Qual. Mondiali 2010                                                    | -                                                                      |                                                                        |
| 3-3-2010                                                               | Saint-Denis                                                            | Francia                                                                | 0 – 2                                                                  | Spagna                                                                 | Amichevole                                                             | -                                                                      |                                                                        |
| 26-5-2010                                                              | Lens                                                                   | Francia                                                                | 2 – 1                                                                  | Costa Rica                                                             | Amichevole                                                             | -                                                                      | Cap.                                                                   |
| 30-5-2010                                                              | Radès                                                                  | Tunisia                                                                | 1 – 1                                                                  | Francia                                                                | Amichevole                                                             | -                                                                      | Cap. 64’                                                               |
| 4-6-2010                                                               | Saint-Pierre                                                           | Francia                                                                | 0 – 1                                                                  | Cina                                                                   | Amichevole                                                             | -                                                                      | Cap.                                                                   |
| 11-6-2010                                                              | Città del Capo                                                         | Uruguay                                                                | 0 – 0                                                                  | Francia                                                                | Mondiali 2010 - 1º turno                                               | -                                                                      | Cap. 12’                                                               |
| 17-6-2010                                                              | Polokwane                                                              | Francia                                                                | 0 – 2                                                                  | Messico                                                                | Mondiali 2010 - 1º turno                                               | -                                                                      | Cap.                                                                   |
| 25-3-2011                                                              | Lussemburgo                                                            | Lussemburgo                                                            | 0 – 2                                                                  | Francia                                                                | Qual. Euro 2012                                                        | -                                                                      |                                                                        |
| 6-6-2011                                                               | Donec'k                                                                | Ucraina                                                                | 1 – 4                                                                  | Francia                                                                | Amichevole                                                             | -                                                                      |                                                                        |
| 9-6-2011                                                               | Varsavia                                                               | Polonia                                                                | 0 – 1                                                                  | Francia                                                                | Amichevole                                                             | -                                                                      |                                                                        |
| 2-9-2011                                                               | Tirana                                                                 | Albania                                                                | 1 – 2                                                                  | Francia                                                                | Qual. Euro 2012                                                        | -                                                                      |                                                                        |
| 6-9-2011                                                               | Bucarest                                                               | Romania                                                                | 0 – 0                                                                  | Francia                                                                | Qual. Euro 2012                                                        | -                                                                      |                                                                        |
| 7-10-2011                                                              | Saint-Denis                                                            | Francia                                                                | 3 – 0                                                                  | Albania                                                                | Qual. Euro 2012                                                        | -                                                                      | 46’                                                                    |
| 11-10-2011                                                             | Saint-Denis                                                            | Francia                                                                | 1 – 1                                                                  | Bosnia ed Erzegovina                                                   | Qual. Euro 2012                                                        | -                                                                      | 67’                                                                    |
| 27-5-2012                                                              | Valenciennes                                                           | Francia                                                                | 3 – 2                                                                  | Islanda                                                                | Amichevole                                                             | -                                                                      |                                                                        |
| 5-6-2012                                                               | Le Mans                                                                | Francia                                                                | 4 – 0                                                                  | Estonia                                                                | Amichevole                                                             | -                                                                      |                                                                        |
| 11-6-2012                                                              | Donec'k                                                                | Francia                                                                | 1 – 1                                                                  | Inghilterra                                                            | Euro 2012 - 1º turno                                                   | -                                                                      |                                                                        |
| 15-8-2012                                                              | Le Havre                                                               | Francia                                                                | 0 – 0                                                                  | Uruguay                                                                | Amichevole                                                             | -                                                                      |                                                                        |
| 7-9-2012                                                               | Helsinki                                                               | Finlandia                                                              | 0 – 1                                                                  | Francia                                                                | Qual. Mondiali 2014                                                    | -                                                                      |                                                                        |
| 11-9-2012                                                              | Saint-Denis                                                            | Francia                                                                | 3 – 1                                                                  | Bielorussia                                                            | Qual. Mondiali 2014                                                    | -                                                                      |                                                                        |
| 16-10-2012                                                             | Madrid                                                                 | Spagna                                                                 | 1 – 1                                                                  | Francia                                                                | Qual. Mondiali 2014                                                    | -                                                                      |                                                                        |
| 14-11-2012                                                             | Parma                                                                  | Italia                                                                 | 1 – 2                                                                  | Francia                                                                | Amichevole                                                             | -                                                                      |                                                                        |
| 6-2-2013                                                               | Saint-Denis                                                            | Francia                                                                | 1 – 2                                                                  | Germania                                                               | Amichevole                                                             | -                                                                      |                                                                        |
| 26-3-2013                                                              | Saint-Denis                                                            | Francia                                                                | 0 – 1                                                                  | Spagna                                                                 | Qual. Mondiali 2014                                                    | -                                                                      |                                                                        |
| 6-9-2013                                                               | Tbilisi                                                                | Georgia                                                                | 0 – 0                                                                  | Francia                                                                | Qual. Mondiali 2014                                                    | -                                                                      |                                                                        |
| 11-10-2013                                                             | Parigi                                                                 | Francia                                                                | 6 – 0                                                                  | Australia                                                              | Amichevole                                                             | -                                                                      | 64’                                                                    |
| 15-10-2013                                                             | Saint-Denis                                                            | Francia                                                                | 3 – 0                                                                  | Finlandia                                                              | Qual. Mondiali 2014                                                    | -                                                                      | 60’                                                                    |
| 15-11-2013                                                             | Kiev                                                                   | Ucraina                                                                | 2 – 0                                                                  | Francia                                                                | Qual. Mondiali 2014                                                    | -                                                                      |                                                                        |
| 19-11-2013                                                             | Saint-Denis                                                            | Francia                                                                | 3 – 0                                                                  | Ucraina                                                                | Qual. Mondiali 2014                                                    | -                                                                      | 67’                                                                    |
| 5-3-2014                                                               | Saint-Denis                                                            | Francia                                                                | 2 – 0                                                                  | Paesi Bassi                                                            | Amichevole                                                             | -                                                                      | 46’                                                                    |
| 27-5-2014                                                              | Saint-Denis                                                            | Francia                                                                | 4 – 0                                                                  | Norvegia                                                               | Amichevole                                                             | -                                                                      | 46’                                                                    |
| 1-6-2014                                                               | Nizza                                                                  | Francia                                                                | 1 – 1                                                                  | Paraguay                                                               | Amichevole                                                             | -                                                                      |                                                                        |
| 8-6-2014                                                               | Lilla                                                                  | Francia                                                                | 8 – 0                                                                  | Giamaica                                                               | Amichevole                                                             | -                                                                      |                                                                        |
| 15-6-2014                                                              | Porto Alegre                                                           | Francia                                                                | 3 – 0                                                                  | Honduras                                                               | Mondiali 2014 - 1º turno                                               | -                                                                      | 7’                                                                     |
| 20-6-2014                                                              | Salvador                                                               | Svizzera                                                               | 2 – 5                                                                  | Francia                                                                | Mondiali 2014 - 1º turno                                               | -                                                                      |                                                                        |
| 30-6-2014                                                              | Brasilia                                                               | Francia                                                                | 2 – 0                                                                  | Nigeria                                                                | Mondiali 2014 - Ottavi di finale                                       | -                                                                      |                                                                        |
| 4-7-2014                                                               | Rio de Janeiro                                                         | Francia                                                                | 0 – 1                                                                  | Germania                                                               | Mondiali 2014 - Quarti di finale                                       | -                                                                      |                                                                        |
| 4-9-2014                                                               | Saint-Denis                                                            | Francia                                                                | 1 – 0                                                                  | Spagna                                                                 | Amichevole                                                             | -                                                                      | 68’                                                                    |
| 11-10-2014                                                             | Saint-Denis                                                            | Francia                                                                | 2 – 1                                                                  | Portogallo                                                             | Amichevole                                                             | -                                                                      |                                                                        |
| 26-3-2015                                                              | Saint-Denis                                                            | Francia                                                                | 1 – 3                                                                  | Brasile                                                                | Amichevole                                                             | -                                                                      |                                                                        |
| 13-6-2015                                                              | Elbasan                                                                | Albania                                                                | 1 – 0                                                                  | Francia                                                                | Amichevole                                                             | -                                                                      |                                                                        |
| 4-9-2015                                                               | Lisbona                                                                | Portogallo                                                             | 0 – 1                                                                  | Francia                                                                | Amichevole                                                             | -                                                                      | 21’                                                                    |
| 8-10-2015                                                              | Nizza                                                                  | Francia                                                                | 4 – 0                                                                  | Armenia                                                                | Amichevole                                                             | -                                                                      |                                                                        |
| 13-11-2015                                                             | Saint-Denis                                                            | Francia                                                                | 2 – 0                                                                  | Germania                                                               | Amichevole                                                             | -                                                                      | 71’                                                                    |
| 25-3-2016                                                              | Amsterdam                                                              | Paesi Bassi                                                            | 2 – 3                                                                  | Francia                                                                | Amichevole                                                             | -                                                                      | 46’                                                                    |
| 29-3-2016                                                              | Saint-Denis                                                            | Francia                                                                | 4 – 2                                                                  | Russia                                                                 | Amichevole                                                             | -                                                                      | 46’                                                                    |
| 30-5-2016                                                              | Nantes                                                                 | Francia                                                                | 3 – 2                                                                  | Camerun                                                                | Amichevole                                                             | -                                                                      | 79’                                                                    |
| 4-6-2016                                                               | Longeville-lès-Metz                                                    | Francia                                                                | 3 – 0                                                                  | Scozia                                                                 | Amichevole                                                             | -                                                                      | 83’                                                                    |
| 10-6-2016                                                              | Saint-Denis                                                            | Francia                                                                | 2 – 1                                                                  | Romania                                                                | Euro 2016 - 1º turno                                                   | -                                                                      |                                                                        |
| 15-6-2016                                                              | Marsiglia                                                              | Francia                                                                | 2 – 0                                                                  | Albania                                                                | Euro 2016 - 1º turno                                                   | -                                                                      |                                                                        |
| 19-6-2016                                                              | Lilla                                                                  | Svizzera                                                               | 0 – 0                                                                  | Francia                                                                | Euro 2016 - 1º turno                                                   | -                                                                      |                                                                        |
| 26-6-2016                                                              | Lione                                                                  | Francia                                                                | 2 – 1                                                                  | Irlanda                                                                | Euro 2016 - Ottavi di finale                                           | -                                                                      |                                                                        |
| 3-7-2016                                                               | Saint-Denis                                                            | Francia                                                                | 5 – 2                                                                  | Islanda                                                                | Euro 2016 - Quarti di finale                                           | -                                                                      |                                                                        |
| 7-7-2016                                                               | Marsiglia                                                              | Germania                                                               | 0 – 2                                                                  | Francia                                                                | Euro 2016 - Semifinale                                                 | -                                                                      | 43’                                                                    |
| 10-7-2016                                                              | Saint-Denis                                                            | Portogallo                                                             | 1 – 0 dts                                                              | Francia                                                                | Euro 2016 - Finale                                                     | -                                                                      |                                                                        |
| 11-11-2016                                                             | Saint-Denis                                                            | Francia                                                                | 2 – 1                                                                  | Svezia                                                                 | Qual. Mondiali 2018                                                    | -                                                                      |                                                                        |
| Totale                                                                 |                                                                        | Presenze                                                               | 81                                                                     |                                                                        | Reti                                                                   | 0                                                                      |                                                                        |

## Palmarès

### Club

#### Competizioni nazionali
- Coppa di Lega francese: 1

Monaco: 2002-2003
- Coppa di Lega inglese: 3

Manchester United: 2005-2006, 2008-2009, 2009-2010
- Campionato inglese: 5

Manchester United: 2006-2007, 2007-2008, 2008-2009, 2010-2011, 2012-2013
- Community Shield: 5

Manchester United: 2007, 2008, 2010, 2011, 2013
- Campionato italiano: 2

Juventus: 2014-2015, 2015-2016
- Coppa Italia: 2

Juventus: 2014-2015, 2015-2016
- Supercoppa italiana: 1

Juventus: 2015

#### Competizioni internazionali
- UEFA Champions League: 1

Manchester United: 2007-2008
- Coppa del mondo per club: 1

Manchester United: 2008

### Individuale
- Trophées UNFP du football: 2

Miglior giovane della Ligue 1: 2004
Squadra ideale della Ligue 1: 2004
- Squadra dell'anno della PFA: 3

2007, 2009, 2010
- Squadra dell'anno UEFA: 1

2009
- FIFA/FIFPro World XI: 1

2009